# Heinrich Kürbis

Heinrich Kürbis

Heinrich Kürbis (* 9. Januar 1873 in Mühlhausen/Thüringen; † 25. August 1951 in Hamburg) war ein deutscher Politiker (SPD).

## Leben
Nach dem Besuch der Volksschule in Mühlhausen erlernte Heinrich Kürbis das Eisendreherhandwerk in Göttingen. 1892 wurde er Mitglied der Sozialdemokratischen Partei Deutschlands und der Gewerkschaft, in der er 1897 erste Funktionärsaufgaben übernahm. Von 1910 bis 1913 war Kürbis hauptamtlicher Bevollmächtigter des Deutschen Metallarbeiterverbandes mit Sitz in Hamburg und von 1909 bis 1919 Stadtverordneter der Stadt Altona. Am 1. November 1913 wurde er Bezirksparteisekretär der SPD für Schleswig-Holstein. Dieses Amt übte er bis 1919 aus. Während der Novemberrevolution von 1918 war Kürbis Mitglied des Kieler Arbeiter- und Soldatenrats sowie Delegierter zum Reichsrätekongress, bei dem er in den Zentralrat der Deutschen Sozialistischen Republik gewählt wurde. Zudem wurde Kürbis Beigeordneter des Oberpräsidenten für die Provinz Schleswig-Holstein.
Im Januar 1919 wurde Kürbis in die Weimarer Nationalversammlung gewählt, in der er den Wahlkreis 14 (Schleswig-Holstein und Lübeck) vertrat. Zusätzlich dazu wurde er am 17. März 1919 zum (erst kommissarische, später zum ständigen) Oberpräsidenten von Schleswig-Holstein ernannt. Während des Kapp-Putsches vom März 1920 wurde Kürbis auf Anordnung des mit den Putschisten sympathisierenden Admirals Magnus von Levetzow arretiert und einige Tage lang bis zum Zusammenbruch des Putsches gefangen gehalten. Nach dem Zusammentreten des ersten Reichstages der Weimarer Republik im Juli 1920 gab Kürbis seine parlamentarische Laufbahn auf und widmete sich fortan ganz seiner Arbeit als Oberpräsident. Zu den wichtigen Entscheidungen, die er in diesem Amt traf, zählte unter anderem die Anordnung zur Auflösung der Organisation Escherich.
Im Juli 1932 wurde Kürbis im Zuge des Preußenschlages des konservativen Reichskanzlers Franz von Papen in den Ruhestand versetzt. Kürbis’ Amt als Oberpräsident übertrug Papen dem Deutschnationalen Heinrich Thon.